# Barwałd Dolny
Barwałd Dolny is een dorp in de Poolse woiwodschap Klein-Polen. De plaats maakt deel uit van de gemeente Wadowice en telt 699 inwoners.

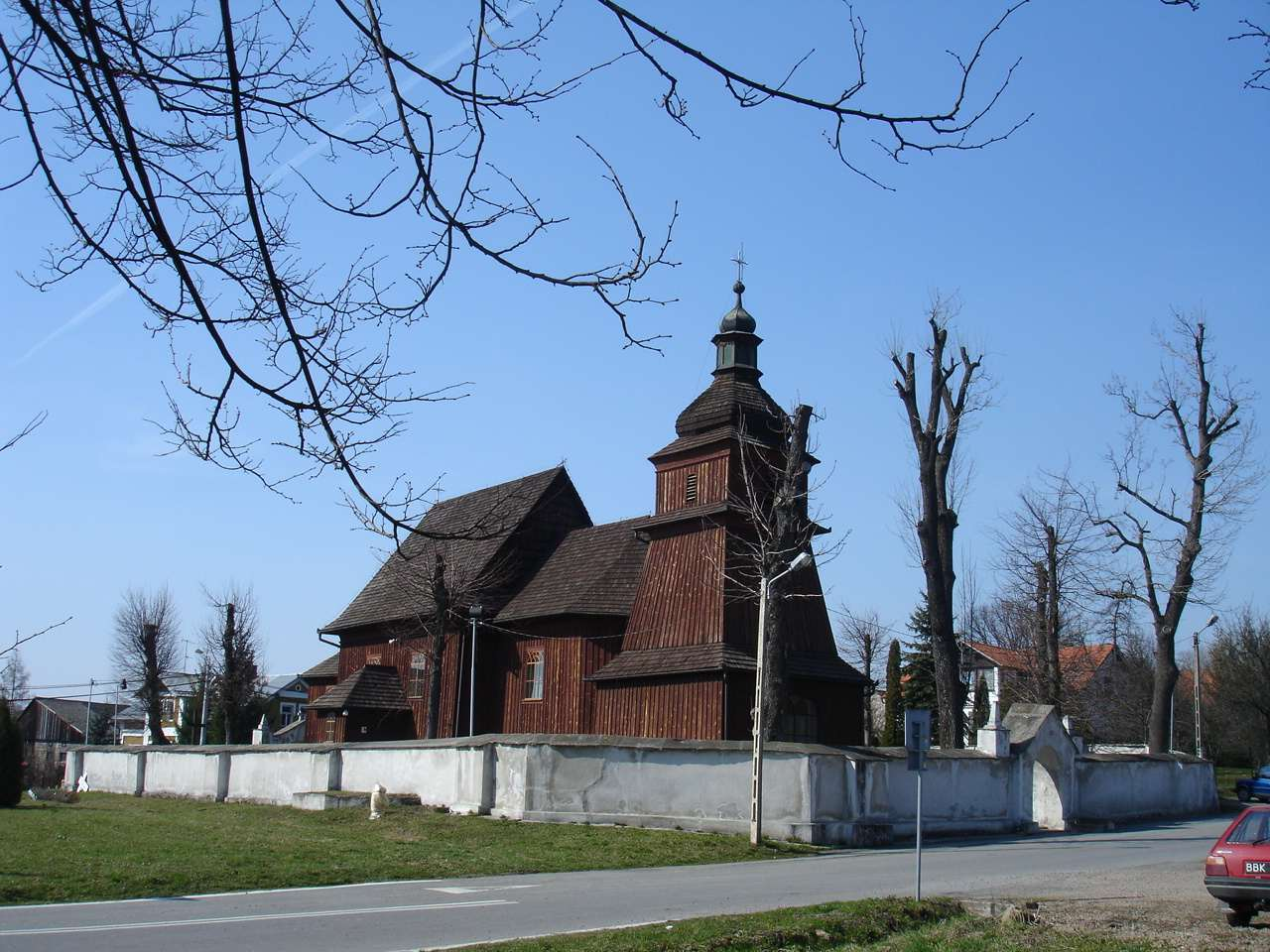
Sint-Erasmuskerk